# Pirhosigma deforme
Pirhosigma deforme är en stekelart som först beskrevs av Fox 1899.  Pirhosigma deforme ingår i släktet Pirhosigma och familjen Eumenidae. Inga underarter finns listade i Catalogue of Life.